# Roy Powers
Roy Powers est un surfeur professionnel américain né le 9 janvier 1981 à Hanalei sur l'île de Kauai à Hawaï.

## Biographie
Depuis sa naissance, Roy Powers a vécu au bord des spots d'Hawaii et grandi aux côtés du triple fois champion du Monde ASP Andy Irons et de son talentueux jeune frère Bruce. Roy Powers n'a pas hésité à s'entourer de quelques-uns des talents de surf les plus progressistes de la planète.
Il se qualifie pour l'ASP World Tour 2006 mais en terminant 34e il est retrogradé en WQS. Un an lui suffit pour réintéger l'élite en 2008. Il finit 28e mais est repêché à la suite du forfait des frères Irons.

## Palmarès

### Victoires
- 2007 : Reef Hawaiian Pro, Haleiwa, Oahu, Hawaii (WQS 6 étoiles Prime).
- 2001 : O'Neill Coldwater Classic, Santa Cruz, Californie, États-Unis (WQS).

### Sa saison 2009 ASP World Tour
2009 est sa 3e année dans l'ASP World Tour (2006, 2008 et 2009)
| Date                      | Compétition                   | place | points |
| ------------------------- | ----------------------------- | ----- | ------ |
| 28 février-11 mars        | Quiksilver Pro                | 17    | 410    |
| 7 avril-19 avril          | Rip Curl Pro Surf             | 17    | 410    |
| 9 mai-20 mai              | Billabong Pro Teahupoo        | 33    | 225    |
| 27 juin-5 juillet         | Hang Loose Santa Catarina Pro | 33    | 225    |
| 9 juillet-19 juillet      | Billabong Pro Jeffreys        | 17    | 410    |
| 11 septembre-20 septembre | Boost Mobile Pro of Surf      |       |        |
| 23 septembre-4 octobre    | Quiksilver Pro France         |       |        |
| 5 octobre-17 octobre      | Billabong Pro                 |       |        |
| 19 octobre-28 octobre     | Rip Curl Pro Search           |       |        |
| 8 décembre-20 décembre    | Billabong Pipeline Masters    |       |        |
|                           | classement provisoire         | 36    | 1680   |

Actuellement en position de non-requalifié pour 2010.

### WCT
- 2008 : 28e aurait dû être 1er remplaçant en 2009, mais à la suite de la retraite de Bruce Irons il a été repêché.
- 2007 : Non qualifié
- 2006 : 34e retrogradé en WQS

### WQS
- 2008 :
- 2007 :   12e le qualifiant pour le WCT 2008
- 2006 :
- 2005 :     9e le qualifiant pour le WCT 2006
- 2004 :   70e
- 2003 :   71e
- 2002 : 123e